# نينجيريدا
نينجيريدا كانت إلهة بلاد ما بين النهرين تعتبر زوجة نينازو وأم نينجيشيدا. لا يُعرف الكثير عن شخصيتها باستثناء علاقتها بهذين الإلهين.

## الاسم والشخصية
القراءة الصحيحة لاسم نينجيردا تعتمد على التهجئة المقطعية من فترة أور الثالثة، د نين-جي-ري-دا. وفقًا لـ ويلفريد ج. لامبرت، فإن عنصر الجيريد هو اسم سومري يشير إلى نوع من مشبك الشعر الذي تستخدمه النساء، وبالتالي لا يوفر أي معلومات عن شخصيتها الفردية بخلاف جنسها. في أسطورة إنكي وننهورساج، تم تفسير الاسم على أنه "السيدة المولودة من الأنف" د نين-كيري-إي-تو، ولكن هذا ليس سوى أصل شعبي.
لا يُعرف سوى القليل عن الدور الفردي الذي لعبته نينجيريدا باستثناء ارتباطاتها بالآلهة الذين يعتبرون أعضاءً في عائلتها. افترض جيريمي بلاك أنها كانت مرتبطة بالعالم السفلي. ظهرت إلى جانب نينازو بدءًا من فترة أور الثالثة. ومع ذلك، فمن الممكن أن تكون هناك شهادات أقدم، حيث أن الإله جيرييد المعروف من فترة الأسرات المبكرة قد يتوافق مع نينجيريدا في وقت لاحق. الأسماء الثيوفورية من لجش من هذه الفترة تتضمن أحيانًا عنصر dÍRID .KI، والذي قد يشير إلى أن الاسم مشتق من اسم جغرافي حقيقي أو أسطوري، حيث يمكن أن تعمل العلامة KI كعلامة تحدد أسماء الأماكن.
الاسم البديل الموثق لنفس الإلهة هو نينسيسكورا.

## الارتباطات مع الآلهة الأخرى
كانت نينجيريدا تعتبر زوجة نينازو. تم تأكيد العلاقة بينهما بشكل مباشر من خلال أسطورة إنكي وننهورساج، وكذلك في ترنيمة نينازو (التي تخاطبها باسم "زوجتك، الفتاة الصغيرة، المرأة الجميلة، السيدة")، وقائمة الآلهة أن = أنوم، وما يسمى بمفردات إيميسال. ومع ذلك، لم يتم إثبات ارتباطها بمركز عبادة زوجها الشمالي، إشنونا، مما قد يشير إلى أن التقليد المتعلق بها كان حصريًا في الجنوب.
نينجيشزيدا، ابن نينازو، كان يعتبر أيضًا ابن نينجيريدا.
توجد قائمة واحدة من الآلهة من الألفية الأولى قبل الميلاد تساوي بين نينجيريدا وغولا. وفقًا لتوماس ريختر، تم إثبات وجود ارتباط بينها وبين إلهة الطب الأخرى، نينيسينا، في فترات سابقة.
لا يوجد دليل لصالح الرأي القائل بأن نينجيريدا تم الخلط بينها وبين نينجيريما، على الرغم من التشابه بين اسميهما.

## يعبد
يظهر نينجيريدا بالفعل في قوائم العروض من فترة أور الثالثة إلى جانب نينازو ونينجيشزيدا. تعتبر أسطورة رحلة نانا-سون إلى نيبور أن إينيغي هو مركز عبادتها الرئيسي. ومن المعروف وجود إشارة واحدة لها ولنينازو وهما تتلقيان العروض في نيبور. وفقًا لوثيقة من أور، فإنها تتلقى العروض إلى جانب نينازو، ونينجيشزيدا، ونينازيموا، وألا.
تذكر قائمة المعابد الكنسية، التي يرجع تاريخها إلى العصر الكاشي، معبدين لنينجيريدا، لكن مواقعهما وأسمائهما السومرية الاحتفالية غير محفوظة.

## الأساطير
في أسطورة إنكي ونينهورساج، يظهر نينجيريدا كواحد من الآلهة الثمانية الذين خلقهم نينهورساج لنقل آلام إنكي، والسبعة الآخرون هم أبو، ونينسيكيلا (مسكيلاك)، ونينكاسي، ونانشي، وأزيموا، ونينتي، وإينساج ( إنزاك ). تشير دينا كاتز إلى أن هذه المجموعة من الآلهة لا تعكس مفهومًا لاهوتيًا محددًا، وقد تم اختيارها فقط من أجل التورية على أسماء أجزاء الجسم. إن التهجئات المستخدمة فريدة من نوعها وتعطي معاني جديدة للأسماء. في النهاية، تم إعلان القدر لكل من الآلهة، حيث كان مصير نينجيريدا هو الزواج من نينازو.
في رحلة نانا-سون إلى نيبور، نيجيريدا هي إحدى الآلهة التي حاولت إقناع نانا، الذي يسافر لمقابلة والديه (إنليل ونينليل) بترك حمولته في مدينتها بدلاً من نقلها إلى نيبور، لكنها فشلت. محل إقامتها في هذه الأسطورة هو إينيغي.
ترنيمة لنينجيشزيدا تصف نينجيريدا وهي ترضعه في طفولته. إن الإشارات إلى الآلهة التي تربي أطفالها، وإلى طفولة الآلهة بشكل عام، نادرة جدًا في الأدب الرافديني. هناك قصة أخرى تركز على هذا الإله والتي تذكر والدته أيضًا وهي قصة نزول نينجيشزيدا إلى العالم السفلي. إنها تقوم برشوة "شرطي" شيطاني ( جالو ) يرافق ابنها بالفضة، وتطلب منه استخدام صيغة طرد الأرواح الشريرة للحصول على إذن إيريشكيجال لإعادته إلى الحياة.

## روابط خارجية
- إنكي وننهورساج في مجموعة النصوص الإلكترونية للأدب السومري